# Tham
Tham est un village du Cameroun situé dans le département du Mayo-Rey et la région du Nord. Sur le plan administratif, il fait partie de la commune de Tcholliré et, sur le plan coutumier, du lamidat de Rey-Bouba.

## Population
Lors du recensement de 2005, le village comptait 264 habitants.

## Agriculture
Le village a des zones de pâturage et d'élevage. Le maïs, le coton et l’arachide y sont cultivés.

## Éducation
Le village dispose de 4 salles de classe pour l'éducation de base.